# アステリックスの十二の功業
『アステリックスの十二の功業』（仏: Les Douze Travaux d'Astérix）は、1976年のフランス・イギリスのアニメーション・長編映画。「アステリックス』をベースにしている。

## キャスト
| 役名 | 原語版声優               |
| --- | ------------------------ |
| アステリックス / イデフィックス / カイウス・ププス / ウゥルカーヌス / アドバイザー / カコフォニックス / ヘーパイストス | ロジャー・カレル         |
| オベリックス | ジャック・モレル         |
| セトーマティクス / トレパセ平原の幽霊 / マールス / スケルトンのレジ係 / 今後のアーカイブ調整コントローラー             | ジョージ・アトラス       |
| 上院議員 / 剣闘士のリーダー                                                                                            | クロード・ベルトラン     |
| プレジャーアイランドの女教皇 / クレオパトラ                                                                            | ミシュリーヌ・ダックス   |
| インディアンの酋長 / ブランコに乗った男                                                                                | クロード・ダセット       |
| サミットの尊者 / アドバイザー                                                                                          | ジェラール・エルナンデス |
| デキュリオン / サーカスの番人                                                                                          | ジャック・ヒリング       |
| あなたを狂わす家の受付係 / ガリア人（雰囲気）                                                                          | アンリ・ラブシエール     |
| 窓口職員Ⅱあなたを狂わせる家から                                                                                        | オデット・ロール         |
| あなたを狂わせる家の管理人 / ヘルメース                                                                                | ベルナール・ラヴァレット |
| 円柱状ジェルマン / 軍団兵 / 官僚                                                                                       | ロジャー・ルモント       |
| ジュリアス・シーザー / ユーピテル                                                                                      | ジャン・マルティネリ     |